# Hieracium aethiadenium
Hieracium aethiadenium es una especie de planta con flor del género Hieracium, de la familia Asteraceae, orden Asterales.

## Distribución
Hieracium aethiadenium se distribuye por Suecia.

## Taxonomía
Fue descrita científicamente por Dahlst. Fue publicada en Exsicc. (Herb. Hierac. Scand.) 14: n.° 20 (1902).